# 권덕철
권덕철(權德喆, 1961년 3월 22일 - )은 대한민국의 공무원이다.

## 학력
- 남원송동국민학교 입학
- 남원국민학교 졸업
- 남원용성중학교 졸업
- 전라고등학교 졸업
- 성균관대학교 행정학과 학사
- 슈파이어 대학교 행정대학원 석사
- 슈파이어 대학교 행정대학원 박사

## 경력
- 1987.11 제31회 행정고시 합격
- 2002.10 대통령비서실 행정관
- 2005.04 보건복지부 정책홍보관리실 재정기획관
- 2005.06 보건복지부 보건정책국 보건의료정책과장
- 2008.12 보건복지가족부 보육정책관
- 2010.10 보건복지부 사회복지정책실 복지정책관
- 2013.05 보건복지부 보건의료정책실 보건의료정책관
- 2014.07 보건복지부 보건의료정책실장
- 2016.11 ~ 2017.06 보건복지부 기획조정실장
- 2017.06 ~ 2019.05 보건복지부 차관
- 2019.09 ~ 2020.12 한국보건산업진흥원 원장
- 2020.12 ~ 2022.05 보건복지부 장관
- 2020.12 ~ 2022.05 대통령직속 국가균형발전위원회 당연직위원
- 2020.12 ~ 2022.05 대통령 직속 국가지식재산위원회 당연직 위원
- 2020.12 ~ 2022.05: 대통령 직속 4차산업혁명위원회 정부위원
- 2021.05 ~ 2022.05 2050 탄소중립위원회 당연직 위원